# Senatus consultum de re publica defendenda
Het Senatus consultum de re publica defendenda (Nederlands: Senaatsbesluit over het verdedigen van de republiek), ook wel het senatus consultum ultimum (Uiterste Senaatsbesluit) genoemd, was een noodverordening die vooral in de latere periode van de Romeinse Republiek door de Senaat in werking werd gesteld.
De formulering van dit besluit luidde vaak: "Consules videant ne quid detrimenti capiat res publica", oftewel Laten de consuls erop toezien dat de republiek geen schade lijdt. In plaats van "consules videant" wordt hier ook vaak "caveant consules" geschreven. Deze alternatieve beginwoorden laten de consuls oppassen komen vaak in met name politieke teksten voor als waarschuwing op de hoede te zijn voor een bepaalde toestand, bijvoorbeeld voor een dictatuur.
Na de Tweede Punische Oorlog werd het besluit ingevoerd als alternatief voor het benoemen van een dictator. Het senatus consultum ultimum gaf de consuls minder directe macht dan het verlenen van het dictatorschap. Hierom was de Senaat eerder genegen het senatus consultum ultimum uit te spreken dan een dictator te benoemen.
Het besluit werd meer dan eens genomen, als eerste tijdens de greep naar de macht van Gaius Sempronius Gracchus in 121 v.Chr., toen Lucius Opimius de opdracht kreeg de opstand neer te slaan. Ook tijdens de mars van Marcus Aemilius Lepidus  op Rome in 77 v.Chr. werd het senatus consultum ultimum in werking gesteld. Tijdens de samenzwering van Catilina in 63 v.Chr. kreeg Cicero deze volmacht. Het werd als laatste gebruikt na Caesars oversteek van de Rubicon in 49 v.Chr..